# Goat Island (ö i Bermuda)
Goat Island är en ö i Bermuda (Storbritannien).   Den ligger i parishen Pembroke, i den sydvästra delen av landet, 2 km väster om huvudstaden Hamilton.